# Cyprinella proserpina
Cyprinella proserpina es una especie de peces de la familia Cyprinidae.

## Morfología
Los machos pueden llegar alcanzar los 7,5 cm de longitud total.

## Hábitat
Es un pez de agua dulce.

## Distribución geográfica
Se encuentra en Texas (Estados Unidos) y Coahuila (México).